# Dimanche
Dimanche é um curta-metragem de animação de 2011 dirigido por Patrick Doyon. Como reconhecimento, foi nomeado ao Oscar 2012 na categoria de Melhor Animação em Curta-metragem.